# Магаданэнерго
ПАО «Магаданэнерго» — российская региональная энергетическая компания, входит в группу РусГидро. Штаб-квартира компании расположена в городе Магадан. Обеспечивает энергоснабжение на территории Магаданской области и части территории Якутии.

## Собственники и руководство
Основные владельцы компании на 30.06.2024 г.:
- АО «РАО ЭС Востока» — 49 %. В свою очередь, РАО ЭС Востока полностью принадлежит ПАО «РусГидро»
- физические лица — 15,86 %
- юридические лица и номинальные держатели — 35,14 %

Всего акций:
- обыкновенных 463 838 268 штук
- привилегированных 145 673 254 штуки

Генеральный директор — Милотворский Владимир Эвальдович.

## Деятельность
Является основным гарантирующим поставщиком электрической энергии в Магаданской области (через дочернее «Чукотэнерго» также и в Чукотском АО), также осуществляет теплоснабжение. Является интегрированной компанией, занимающейся производством, распределением и сбытом электроэнергии и тепла. Особенностью энергетики Магаданской области является её изолированность от ЕЭС России и других регионов. Необходимо отметить, что в Магаданской области более 90 % электроэнергии производят Колымская ГЭС и Усть-Среднеканская ГЭС, не входящие в состав Магаданэнерго, но при этом также входящие в группу РусГидро; при этом Магаданэнерго обеспечивает передачу, распределение и сбыт электроэнергии, вырабатываемой этими станциями.
По состоянию на конец 2023 года компания эксплуатирует электростанции и электрокотельные общей электрической мощностью 320 МВт и общей тепловой мощностью 700,34 Гкал/ч. Генерирующие активы компании представлены следующими станциями:
- Аркагалинская ГРЭС — 224 МВт, 151 Гкал/ч. Большая часть оборудования станции находится в длительной консервации
- Магаданская ТЭЦ — 96 МВт, 495 Гкал/ч
- электрокотельные — 54,34 Гкал/ч

Выработка электроэнергии станциями Магаданэнерго в 2023 году составила 180,2 млн кВт.ч, тепловой энергии — 1281,8 тыс. Гкал.
Передача и распределение электроэнергии производится по линиям электропередачи напряжением 0,4-220 кВ общей длиной 6452 км (по цепям), используются 466 трансформаторных подстанций общей мощностью 3455 МВА. Также компания эксплуатирует 85 км тепловых сетей.

## Структура
В состав ПАО «Магаданэнерго» входят следующие филиалы:
- Аркагалинская ГРЭС
- Магаданская ТЭЦ
- Восточные электрические сети
- Западные электрические сети
- Центральные электрические сети
- Южные электрические сети
- Тепло Территории
- Магаданэнергосбыт
- Магаданэнергопоставка
- Автотранспортное предприятие

ПАО «Магаданэнерго» имеет два 100 % дочерних общества: АО «Магаданэнергоремонт» и АО «Магаданэлектросетьремонт».

## История
Начало развития энергетики на территории Магаданской области связано с деятельностью треста «Дальстрой». В 1931 году на берегу бухты Нагаева была введена в эксплуатацию первая небольшая электростанция мощностью 18 кВт. К концу 1933 года в Магадане и Нагаево было электрифицировано 90 % зданий. Одновременно небольшие электростанции активно применялись для энергоснабжения золотых приисков, геологоразведочных партий и отдельных посёлков — по состоянию на 1941 год в составе электростанций «Дальстроя» насчитывалось 237 локомобилей и 1251 двигателей внутреннего сгорания, общая мощность электростанций составляла 54,5 МВт, за год они выработали 66,2 млн кВт·ч электроэнергии. Для передачи электроэнергии были созданы электрические сети напряжением до 35 кВ включительно.
В 1944 году была введена в эксплуатацию Нагаевская паротурбинная электростанция с двумя турбоагрегатами мощностью по 1000 киловатт. 1947 году энергетику «Дальстроя» объединили в пять энергокомбинатов: Магаданский, Тенькинский, Аркагалинский, Эльгено-Тасканский, Чаунский. В 1950 году было начато строительство первой крупной электростанции Магаданской области — Аркагалинской ГРЭС. 12 декабря 1954 года был введен в эксплуатацию первый котлоагрегат, а 13 января 1955 года — первый турбоагрегат мощностью 25 МВт. В том же 1955 году были пущены вторые котлоагрегат и турбоагрегат. В 1959 году был введен в эксплуатацию турбоагрегат № 4, в 1960 году — турбоагрегат № 3, станция достигла мощности 88 МВт. Позднее удалось увеличить мощность турбоагрегатов первой очереди на 17 МВт, что позволило довести мощность станции до 105 МВт. В 1962 году смонтировали четвертый котлоагрегат, в 1964 году — пятый турбоагрегат. Одновременно с вводом станции в эксплуатацию были построены первые на Колыме линии электропередачи напряжением 110 кВ, что позволило завершить в 1958 году объединение Аркагалинского, Эльгено-Тасканского и Тенькинского энергокомбинатов в единый Центральный энергоузел.
Одновременно было начато строительство крупной тепловой электростанции в Магадане. Первая очередь Магаданской районной электростанции (ныне — Магаданская ТЭЦ) была введена в эксплуатацию в декабре 1962 года, в 1964 году строительство первой очереди станции мощностью 26 МВт было завершено. В 1972 году было начато строительство второй очереди станции на более высокие параметры пара, которое было завершено в 1976 году. Одновременно смонтировали дизельную электростанцию. В результате мощность Магаданской ТЭЦ возросла до 122 МВт. Продолжалось развитие Аркагалинской ГРЭС — в 1974 году были введены в эксплуатацию турбоагрегаты № 6 и № 7 и противодавленческая турбина, а также пятый котлоагрегат, в 1980 году с пуском турбоагрегата № 8 станция достигла проектной мощности 282 МВт. Окончательно расширение станции завершили в 1985 году с вводом в эксплуатацию котлоагрегата № 8.
В 1970 году начинаются подготовительные работы по строительству крупнейшей электростанции региона — Колымской ГЭС. В 1974 году начинается возведение основных сооружений, в 1976 году уложен первый бетон. Первый гидроагрегат станции был пущен в 1981 году, с пуском в 1984 году третьего гидроагрегата возведение первой очереди Колымской ГЭС было завершено. В ходе строительства второй очереди были возведены основная плотина, постоянные водоприёмник, водоводы и водосброс, а также здание ГЭС в полном объёме. Четвертый гидроагрегат был пущен в 1988 году, с пуском пятого гидроагрегата в 1994 году станция вышла на проектную мощность 900 МВт. Это позволило вывести в консервацию большую часть оборудования Аркагалинской ГРЭС[страница не указана 689 дней].
В 1991 году было начато строительство второй гидроэлектростанции на Колыме, Усть-Среднеканской ГЭС. В связи со сложной экономической ситуацией в стране возведение ГЭС до 2007 года велось низкими темпами. Первые два гидроагрегата Усть-Среднеканской ГЭС общей мощностью 168 МВт были введены в эксплуатацию в 2013 году, в 2018 году после пуска третьего гидроагрегата мощность станции достигла 310,5 МВт. Пуск четвертого гидроагрегата и вывод Усть-Среднеканской ГЭС на проектную мощность 570 МВт состоялся в 2022 году.
В 1966 году было создано региональное энергетическое управление «Магаданэнерго», в 1989 году преобразованное в производственное объединение энергетики и электрификации «Магаданэнерго», а в 1993 году — в ОАО «Магаданэнерго». Одновременно Колымская ГЭС выводится из состава Магаданэнерго в отдельное предприятие — ОАО «Колымаэнерго». В 2011 году Магаданэнерго входит в состав группы «РусГидро». В 2019 году «Чукотэнерго» перестаёт быть дочерним обществом «Магаданэнерго», перейдя под прямой контроль РусГидро.